# 范遥
范遥是金庸小说《倚天屠龍記》中的人物，是明教教主座下光明右使 ，人稱范右使，與光明左使楊逍合稱「逍遙二仙」。其劍術卓越，武功高強，並與玄冥二老同為汝陽府中的高手，為金庸小說中武功超群的高手之一。
范遥是個长髮披肩的西域啞巴头陀，法號「苦頭陀」，头发作红棕之色，身材魁伟，满面横七竖八的都是刀疤，本来相貌已全不可辨，行事灑脫不拘禮教且亦正亦邪，未自毀面容前曾是一個英俊潇洒的美男子，單戀着紫衫龍王黛綺絲。

## 概述
他是明教光明右使，年輕時與「光明左使」楊逍同樣英俊瀟灑，聰明絕頂，武功之高不下於楊逍，因此二人合稱「逍遙二仙」，稱楊逍為大哥，心儀明教「四大護教法王」之首的「紫衫龍王」黛綺絲。
為人忠義但行事激烈，怀疑明教第三十三代教主陽頂天失蹤是成崑勾结蒙古官府所為，不惜自毁容貌，用药弄焦头发，再扮成哑僧，卧底潜入汝阳王府，一待近二十年。期間成为「汝阳王」察罕帖木兒亲信，汝阳王爱女「紹敏郡主」赵敏自幼随范遥习武，二人情同师徒，直到遇上明教第三十四代教主张无忌才发声透露本来身份，並与旧友相认。
本和少林「四大神僧」之一空智神僧有嫌隙，後來因為空智感激范遥救「四大神僧」之一空闻的恩德，两人識英雄重英雄，从此结为至交好友。
范遥于小说第二十六回为取得鹿杖客信任，诬称峨嵋派第三代掌門灭绝师太是其情人、并指灭绝的爱徒周芷若是二人的私生女儿。吴霭仪认为这是令灭绝师太坚决自杀并拒绝接受张无忌救援的原因之一。
部分金庸書迷認為書中某段內容暗示了范遙毒害「銀葉先生」韩千叶及黛綺絲，如第二修訂版中韩千叶和黛绮丝遭一位西域哑巴头陀下毒，但是明報初版與最新修訂版分別指下毒者為西域番僧及白駝山傳人，明顯與范遙形象不符。

## 武功
范遥自負于天下武學無所不窺，其招式攻勢極是猛惡，出手狠辣之至，三招之間，雙手可變了六般姿式，招數甚是繁復，有時大開大闔，門戶正大，但倏然之間，又是詭秘古怪，全是邪派武功，顯是正邪兼修，淵博無比。
而劍法上比之丐幫四大長老之首「八臂神劍」方東白更高上一籌。

## 影视形象

### 劇集
- 李道渝：香港無綫電視《倚天屠龍記》（1978年）
- 龙冠武：臺灣台視《倚天屠龍記》（1984年）
- 陶大宇：香港無綫電視《倚天屠龍記》（1986年）
- 顾宝明：臺灣台視《倚天屠龍記》（1994年）
- 王维德：香港無綫電視《倚天屠龍記》（2001年）
- 袁苑：中國亞環影音《倚天屠龍記》（2003年）
- 胡东：中國華誼兄弟、華夏視聽聯合出品《倚天屠龍記》（2009年）
- 宗峰岩：中國華夏視聽、企鵝影視聯合出品《倚天屠龍記》（2019年）

### 電影
- 韦弘：《倚天屠龍記》及《倚天屠龍記大結局》（1978年），邵氏公司
- 郭政鴻：《倚天屠龍記之九陽神功》、《倚天屠龍記之聖火雄風》（2022年），星王朝